# Deisenhofener Forst
Der Deisenhofener Forst war ein zuletzt 11,82 km² großes gemeindefreies Gebiet südlich von Deisenhofen mit der Schlüsselnummer 09184451. Es wurde zum 1. Januar 2010 in die Gemeinden Oberhaching und Sauerlach eingegliedert.
Das Waldgebiet Deisenhofener Forst gehört mit dem Perlacher Forst, dem Forstenrieder Park und dem Grünwalder Forst zur „Betriebsklasse Süd“ des Forstbetriebs München der Bayerischen Staatsforsten und hat als Naherholungsgebiet für die Bewohner von München und dessen näherer Umgebung erhebliche Bedeutung.
Der Deisenhofener Forst umschließt ein unregelmäßig geformtes Gebiet zwischen Oberhaching, Ödenpullach und Sauerlach. Wie die nördlichen Nachbarforste besitzt der Deisenhofener Forst keine wesentlichen natürlichen Erhebungen und ist von einem Raster aus quadratisch angelegten Forstwirtschaftswegen sowie von der Bahnstrecke München–Lenggries durchzogen.

## Gewässer

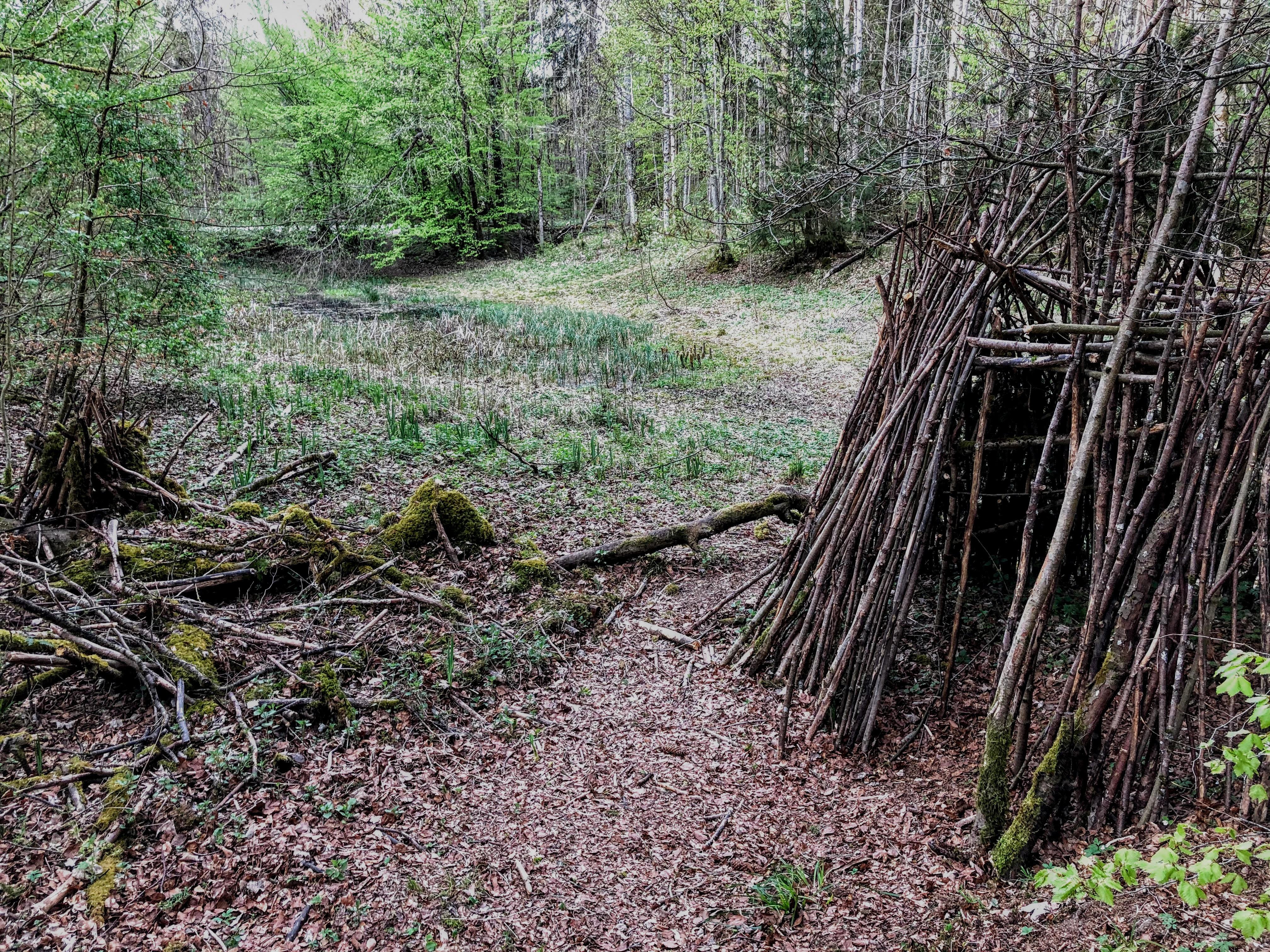
Hirschbrunnen

Der Deisenhofener Forst liegt auf dem Gebiet der Münchner Schotterebene, und wegen der durchlässigen oberflächlichen Kiesschicht sind nur sehr wenige Steh- oder Fließgewässer zu finden. Kleinere Oberflächengewässer sind lediglich der Hirschbrunnen und eine teilwassergefüllte Kiesgrube.
Durch den Forst läuft in einer Schneise eine Wasserleitung von wasserwirtschaftlicher Bedeutung.

## Boden- und Baudenkmäler

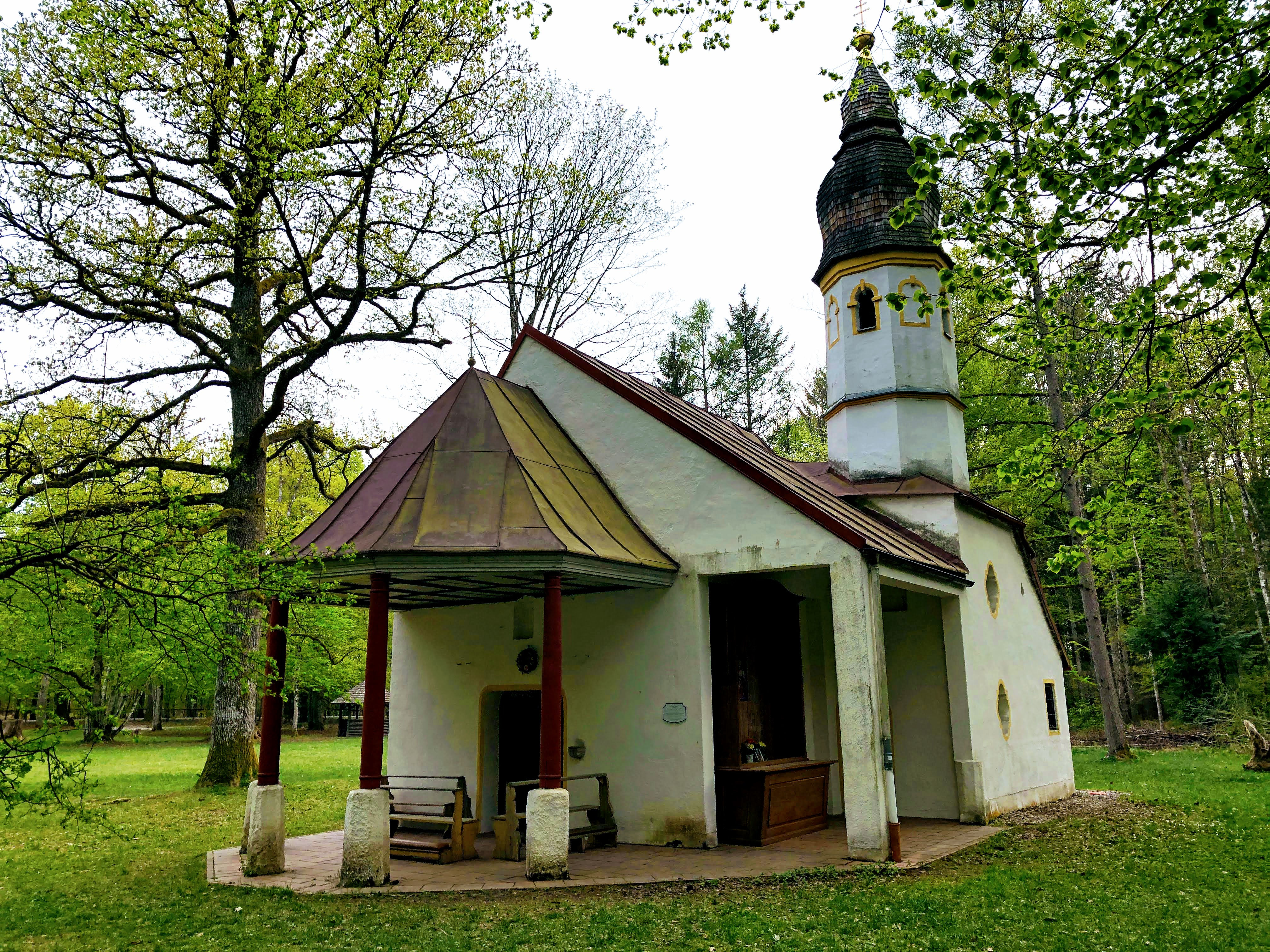
St.-Anna-Kapelle

Durch den Forst verläuft die ehemalige Römerstraße (Via Julia) Augsburg/Salzburg von Straßlach nach Laufzorn. Die Trasse ist als 0,6 m hoher und 8 bis 10 m breiter Damm im Gelände sichtbar.
Mitten im Forst befindet sich die St.-Anna-Kapelle, die als Baudenkmal unter der Listennummer D-1-84-141-18 in der Bayerischen Denkmalliste gelistet ist.

## Geschichte
Bei der Auflösung des gemeindefreien Gebietes zum 1. Januar 2010 kamen sieben Flurstücke der Gemarkung Deisenhofener Forst Süd und 42 Flurstücke der Gemarkung Deisenhofener Forst Nord zum Gebiet der Gemeinde Oberhaching und 26 Flurstücke der Gemarkung Deisenhofener Forst Süd und 21 Flurstücke der Gemarkung Deisenhofener Forst Nord kamen zum Gebiet der Gemeinde Sauerlach.